# Ист Хил-Меридијан (Вашингтон)
Ист Хил-Меридијан (енгл. East Hill-Meridian) насељено је место без административног статуса у америчкој савезној држави Вашингтон.

## Демографија
По попису из 2010. године број становника је 29.878, што је 570 (1,9%) становника више него 2000. године.
| Група             | 2000.          | 2010.          |
| Белци             | 21.028 (71,7%) | 15.944 (53,4%) |
| Афроамериканци    | 1.364 (4,7%)   | 2.337 (7,8%)   |
| Азијати           | 4.262 (14,5%)  | 7.030 (23,5%)  |
| Хиспаноамериканци | 1.116 (3,8%)   | 2.692 (9,0%)   |
| Укупно            | 29.308         | 29.878         |